# 諾斯伯勒 (麻薩諸塞州普查規定居民點)
諾斯伯勒（英語：Northborough）是位於美國麻薩諸塞州烏斯特縣的一個普查規定居民點。

## 人口
根據2020年美國人口普查的數據，諾斯伯勒的面積為8.58平方千米，當中陸地面積為8.51平方千米，而水域面積為0.07平方千米。當地共有人口6474人，而人口密度為每平方千米754.55人。